# Гордана Бакић
Гордана Бакић (Косовскa Митровицa, 1967), дипломирани машински инжењер, редовни је професор Машинског факултета Универзитета у Београду (Катедра за технологију материјала). Поред академског рада ангажована је и на различитим пројектима сарадње са индустријом, пружајући стручно знање и савете како би се унапредила производња и развој нових технологија. За своју докторску тезу добила је награду Привредне коморе Београда.

## Биографија
Гордана Бакић, дипл.инж.маш. рођена је 28.11.1967. године у Косовској Митровици. Основну школу и Математичку гимназију завршила је у Београду. Дипломирала је 1995. године на Машинском факултету Универзитета у Београду на смеру Термотехника (Катедра за Технологију материјала). Последипломске студије завршила је такође на Машинском факултету у Београду на Катедри за Технологију материјала и стекла звање магистра техничких наука 2000. године. Докторску тезу је одбранила 2011. године на Машинском факултету у Београду, за коју је добила Награду Привредне коморе Београда за најбоље докторске дисертације из области техничких наука за 2010.—2011. годину.

## Каријера
На Машинском факултету почела је да ради  на Институту за материјале, трибологију и сагоревање као стручни сарадник 1996. године. Након стицања звања магистра техничких наука, изабрана је у звање асистента 2001. године и реизабрана 2005. и 2009. године, за предмете из уже научне области Катедре за Технологију материјала (Машински материјали и заваривање). У звање доцента изабрана је 2012.године, после стицања звања доктора наука. На место Шефа Лабораторије за испитивање материјала на Катедри за Технологију материјала изабрана је 2013. године. Као шеф лабораторије истакла се у унапређењу рада у лабораторији, оспособљавањем лаборатаорије за експериментална истраживања и израду научних радова. Поред истраживачког рада, посвећен је и менторству студената, подстичући их да истражују и развијају своје способности у области материјала. На Катедри за Технологију материјала предаје више предмета: Завршни предмет - Машински материјали 2, Машински материјали, Машински материјали 1, Машински материјали 2, Машински материјали 3, Обезбеђење и контрола квалитета заварених спојева, Понашање заварених спојева у експлоатацији, Понашање и поузданост материјала у експлоатацији, Примена механике лома на интегритет конструкција, Технологија заваривања, Стручна пракса М - ЗЗК. Њена истраживачка делатност обухвата следеће области: Науку о материјалима, Машинске материјале, Процена преосталог радног века, Посуде под притиском, Интегритет и поузданост компоненти индустријских и термоенергетских постројења, Испитивања са разарањем, Испитивања без разарања, као и још неколико других области. Објавила је преко 150 радова, 2 монографије и 3 поглавља у међународним монографијама. Поред ангажовања у настави и научном раду веома је активна и у сарадњи са привредом на проблемима квалитета и стања материјала термоенергетских постројења па је тако учествовала у изради преко 150 студија, експертиза и пројеката.

## Чланства у научним и стручним организацијама
- Члан Европског удружења за интегритет конструкција (ESIS),[5]
- Члан Друштва за заваривање,[1]
- Члан Друштва за интегритет конструкције (ДИВК),[1]
- Члан Српског друштва за испитивање без разарања (СДБИР),[1]
- Члан Српског хемијског друштва (СХД),[1]
- Члан Друштва за унапређење заваривања Србије (ДУЗС),[1]
- Члан Савеза инжењера и техничара за заштиту материјала Србије (СИТЗАМС),[1]
- Члан Савеза инжењера и техничара Србије (СИТС),[1] и
- Члан Српског друштва за Механику (ССМ).[1]

### Радови у часописима са SCI листе (Science Citation Index)[1]
- Milošević Nenad, Sedmak Aleksandar, Bakić Gordana, Lazić Vukić, Milošević Miloš, Mladenović Goran, Maslarević Aleksandar (2021). Determination of the Actual Stress-Strain Diagram for Undermatching Welded Joint Using DIC and FEM, Materials, 14(16).
- Jovanović Jelena, Ćirković Jovana, Radojković Aleksandar, Mutavdzić Dragosav, *  Gordana, Joksimović Kristina, Bakić Gordana, Branković Goran, Branković Zorica (2021). Chitosan and pectin-based films and coatings with active components for application in antimicrobial food packaging, Progress in Organic Coatings, 158.
- Miloš, Bakić Gordana, Zeravčić-Šijački Vera, Sedmak Aleksandar, Rajičić Bratislav (2019). The synergistic action and interplay of hydrogen embrittlement mechanisms in steels and iron: Localized plasticity and decohesion, Engineering Fracture Mechanics, 216.
- Miloš, Bakić Gordana, Zeravčić-Šijački Vera, Sedmak Aleksandar, Rajičić Bratislav (2016). Hydrogen Embrittlement of Industrial Components: Prediction, Prevention, and Models, Corrosion, 72(7), 943-961.
- Aleksandar, Bakić Gordana, Đukić Miloš, Rajičić Bratislav, Maksimović Vesna, Pavkov Vladimir (2020). Microstructure and Wear Behavior of MMC Coatings Deposited by Plasma Transferred Arc Welding and Thermal Flame Spraying Processes, Transactions of The Indian Institute of Metals, 73(1), 259-271.
- Aleksandra, Antonović Dušan, Tanasić Ivan, Mitrović Nenad, Bakić Gordana, Popović Dejana, Milošević Miloš (2019). 3D Digital Image Correlation Analysis of the Shrinkage Strain in Four Dual Cure Composite Cements, Biomed Research International, 2019.
- Miloš, Zeravčić-Šijački Vera, Bakić Gordana, Sedmak Aleksandar, Rajičić Bratislav (2015). Hydrogen damage of steels: A case study and hydrogen embrittlement model, Engineering Failure Analysis, 58, 485-498.
- Ivana, Maksimović Stevan M., Stamenković Dragi, Stupar Slobodan, Maksimović Mirko S., Bakić Gordana (2014). Fracture mechanics analysis of damaged turbine rotor discs using finite element method, Thermal Science, 18, S107-S112.
- Saša, Šijački-Žeravčić Vera, Bakić Gordana, Lozanović Šajić Jasmina, Rakin Marko, Đurđević Andrijana A., Đukić Miloš (2014). Numerical analysis of thermal stresses in welded joint made of steels x20 and x22, Thermal Science, 18, S121-S126.
- Gordana, Šijački-Žeravčić Vera, Đukić Miloš, Rajičić Bratislav, Tasić Marko M. (2014). Remaining life assessment of a high pressure turbine casing in creep and low cycle service regime, Thermal Science, 18, S127-S138.
- Vladimir, Bakić Gordana, Maksimović Vesna, Cvijović-Alagić Ivana, Prekajski-Dordjević Marija, Bucevac Dušan, Matović Branko (2022). High-density ceramics obtained by andesite basalt sintering, Processing and Application of Ceramics, 16(2), 143-152.
- Vladimir, Bakić Gordana, Maksimović Vesna, Petrović Aleksandar, Mitrović Nenad, Mišković Žarko (2020). Experimental and numerical analyses of an U-bend tube made of an output inter-heater tube after exploitation, Hemijska Industrija, 74(1), 51-63.
- Aleksandra, Tanasić Ivan, Mitrović Nenad, Miletić Vesna, Bakić Gordana, Milošević Miloš, Antonović Dušan (2019). Analysis of the strain and hardness in self-cured and light-cured self-adhesive resin based cement, Journal of Adhesion Science and Technology, 33(24), 2684-2695.
- Aleksandar, Bakić Gordana, Đukić Miloš, Rajičić Bratislav, Maksimović Vesna (2018). Characterization of a coating 316l applied by plasma transferred arc, Hemijska Industrija, 72(3), 139-147.
- Ivana, Maksimović Stevan M., Maksimović Katarina, Stupar Slobodan, Bakić Gordana, Maksimović Mirko S. (2014). Determination of Stress Intensity Factors in Low Pressure Turbine Rotor Discs, Mathematical Problems in Engineering, 2014.
- Gordana, Šijački-Žeravčić Vera, Đukić Miloš, Maksimović Stevan M., Plešinac Dušan, Rajičić Bratislav (2011). Thermal history and stress state of a fresh steam-pipeline influencing its remaining service life, Thermal Science, 15(3), 691-704.
- Vera, Bakić Gordana, Đukić Miloš, Marković Dragomir, Rajičić Bratislav (2010). Contemporary Maintenance Management of Power Plant Life Exhaustion Components, Technics Technologies Education Management, 5(3), 431-436.
- Ana, Zeravčić-Šijački Vera, Bakić Gordana, Cosović Vlada, Ristić Zoran, Karamarković Aleksandar, Popović Nada, Djukić Vladimir, Bajec Đorđe, Blagojević Zoran (2009). Laser-Induced Damages of Different Types of Human Gallbladder Stones, Hepato-Gastroenterology, 56(93), 946-949.
- Aleksandar, Zaidi Radzeya, Vujicić Borivoje, Šarkočević Živče, Kirin Snežana, Stamenić Zoran, Đukić Miloš, Bakić Gordana (2022). Corrosion effects on structural integrity and life of oil rig drill pipes, Hemijska Industrija, 76(3), 167-177.

### Радови у часописима ван SCI листе[1]
- Maslarević Aleksandar, Bakić Gordana, Rajičić Bratislav, Milošević Nenad, Maksimović Vesna (2023). Influence of plasma transferred arc welding parameters on the obtained microstructure of 316L coating, Structural Integrity and Life, 23(2), 123-128.
- Vera, Bakić Gordana, Đukić Miloš, Anđelić Biljana, Rajičić Bratislav, Asul Jasmina (2009). Ocena integriteta cevnog sistema vrelovodnog kotla izloženog koroziji, Termotehnika, 35(1), 95-110.
- Vera, Bakić Gordana, Đukić Miloš, Rajičić Bratislav, Anđelić Biljana (2010). Prediction and prevention of boiler tubing systems erosion in thermal plant, Tehnička dijagnostika, 9(2), 3-9.
- Zdravko, Šijački-Žeravčić Vera, Milanović Dušan, Bakić Gordana (2009). Dijagnostika tehničkih pokazatelja održavanja termoelektrane, deo II - određivanje pouzdanosti postrojenja u prvom približenju, Tehnička dijagnostika, 8(3), 3-8.
- Zdravko, Šijački-Žeravčić Vera, Bakić Gordana, Đukić Miloš (2009). Dijagnostika tehničkih pokazatelja održavanja termoelektrane, deo III - određivanje fizičkih uzroka pada pouzdanosti, Tehnička dijagnostika, 8(4), 11-16.

## Књиге
- Прокић Цветковић Радица, Поповић Оливера, Бакић Гордана, Ђукић Милош (2021). Машински материјали 2, Универзитет у Београду, Машински факултет.
- Бакић Гордана, Ђукић Милош, Шијачки Жеравчић Вера (2021). Основни механизми оштећења машинских конструкција, Универзитет у Београду, Машински факултет.